# Dexosarcophaga avispaensis
Dexosarcophaga avispaensis är en tvåvingeart som beskrevs av Antunes Mello 1986. Dexosarcophaga avispaensis ingår i släktet Dexosarcophaga och familjen köttflugor.
Artens utbredningsområde är Peru. Inga underarter finns listade i Catalogue of Life.